# Dobrada (ort)
Dobrada är en ort i Brasilien.   Den ligger i kommunen Dobrada och delstaten São Paulo, i den sydöstra delen av landet, 600 km söder om huvudstaden Brasília. Dobrada ligger 580 meter över havet och antalet invånare är 7 941.
Terrängen runt Dobrada är platt, och sluttar västerut. Runt Dobrada är det ganska tätbefolkat, med 160 invånare per kvadratkilometer.. Närmaste större samhälle är Matão, 10,0 km söder om Dobrada.
Trakten runt Dobrada består till största delen av jordbruksmark.